# Mistrzostwa Polski w Wędkarstwie Spławikowym (1983)
Mistrzostwa Polski w Wędkarstwie Spławikowym – mistrzostwa Polski w wędkarstwie spławikowym, które odbyły się 24 lipca 1983 w Poznaniu.
Areną zmagań był brzeg Warty pomiędzy mostami Przemysła I i Marchlewskiego (obecnie Królowej Jadwigi). 
Wyniki indywidualne:
- 1. miejsce: Bogusław Brud (Rzeszów) – 14 055 punktów,
- 2. miejsce: Ryszard Marczak (Poznań) – 12 030 punktów,
- 3. miejsce: Bożena Kampińska (Łódź) – 10 070 punktów,
- 4. miejsce: Klementyna Dudek (Suwałki) – 6 667 punktów[1].

Wyniki zespołowe:
- 1. miejsce: Warszawa,
- 2. miejsce: Poznań,
- 3. miejsce: Łódź[1].